# Hans-Jürgen von Arnim
‎
Hans-Jürgen von Arnim, nemški general, * 4. april 1889, Ernsdorf, Reichenbach, Šlezija, † 1. september 1962, Bad Wildungen.

## Življenjepis
Arnim je najbolj znan po svojem poveljevanju nemški vojaških formacij v severni Afriki med drugo svetovno vojno.
Sprva je bil divizijski poveljnik, nato pa poveljnik 5. oklepne armade. Po odhodu Rommla je marca 1943 postal vrhovni poveljnik armadne skupine v Tuniziji.
Dne 13. maja 1943 je podpisal brezpogojno kapitulacijo nemških sil, s čimer se je končala druga svetovna vojna v Afriki.

## Napredovanja
- Fahnenjunker-Desetnik (25. maj 1908)
- Fahnenjunker-Podčastnik (18. julij 1908)
- Fähnrich (19. november 1908)
- poročnik (19. avgust 1909)
- nadporočnik (27. januar]] 1915)
- stotnik (27. januar 1917)
- major (1. april 1928)
- podpolkovnik (1. april 1932)
- polkovnik (1. julij 1934)
- generalmajor (1. januar 1938)
- generalporočnik (1. december 1939)
- general tankovskih enot (17. december 1941)
- generalpolkovnik (4. december 1942)

## Odlikovanja
- viteški križ železnega križa (4. september 1941)
- RK des Kgl. Preuss. Hausordens von Hohenzollern mit Schwertern (7. september 1918)
- 1914 železni križec I. razreda
- 1914 železni križec II. razreda
- Hamburgisches Hanseatenkreuz
- Verwundetenabzeichen, 1918 in Silber
- Ehrenkreuz für Frontkämpfer
- Wehrmacht-Dienstauszeichnung IV. bis I. Klasse
- Spange zum EK I
- Spange zum EK II
- Medaille Winterschlacht im Osten 1941/1942
- Ärmelband Afrika